# Amguid (Krater)
Koordinaten: 26° 5′ 16″ N, 4° 23′ 43″ O
Amguid ist der Name eines nachgewiesenen Einschlagkraters in der Provinz Tamanrasset in Algerien.
Der Krater besitzt einen Durchmesser von 450 m und liegt etwa 250 km südöstlich von In Salah und 300 km nördlich der Stadt Tamanrasset in der algerischen Sahara.
Das Alter des Kraters wird auf etwa 100.000 Jahre geschätzt.